# 伯特利 (公司)
芜湖伯特利汽车安全系统股份有限公司（上交所：603596，简称伯特利，英文：Bethel Automotive Safety Systems Co., Ltd），是中国上海证券交易所的一家上市公司，主要从事汽车制动系统相关产品的研发、生产和销售。

## 历史
公司成立于2004年6月，2015年6月完成股份制改造，2016年1月挂牌新三板，2018年4月27日在上海证券交易所挂牌上市。
2017年，公司实现营业收入24.19亿元，净利润2.77亿元。